# Jeanne Lazarus
Pour les articles homonymes, voir Lazarus.
Jeanne Lazarus, née en 1978, est une sociologue française, directrice de recherche au CNRS.

## Biographie

### Famille
Son père, Antoine Lazarus, est professeur émérite de médecine à l'université Paris XIII et a été président de l'Observatoire international des prisons. Sa mère, Caroline Mangin-Lazarus, est psychiatre. Elle a une sœur, Marthe Lazarus. Jeanne Lazarus est la petite-fille du résistant et compagnon de la libération Stanislas Mangin, l'arrière-petite-fille du général d'armée Charles Mangin, du ministre, président du conseil et compagnon de la libération René Pleven et du juriste Albert Chenevier.
Elle vit en couple avec l'historien et ancien ministre Pap Ndiaye. Ils ont deux enfants.

### Jeunesse et études
Jeanne Lazarus est diplômée de l'Institut d'études politiques de Paris en 2001. Elle est reçue à l'agrégation de sciences économiques et sociales en 2002. Elle est docteure en sociologie de l'EHESS en 2009.
Elle est titulaire d'une habilitation à diriger les recherches de l'université Paris 8 Vincennes, obtenue en 2019.

### Parcours professionnel
Elle est directrice de recherche au CNRS, membre du Centre de sociologie des organisations (Sciences Po CSO). Ses recherches portent sur la sociologie de l'argent et les relations entre les particuliers et les banques. Elle s'intéresse également à la relation des ménages avec leur argent et la façon dont ils le gèrent, parfois avec l'aide de l'État.
Elle publie en 2024, Comment s'invente la sociologie avec Luc Boltanski et Arnaud Esquerre. Sous une forme dialoguée, le livre retrace le parcours des trois auteurs, leurs façons de travailler,  et énonce un plaidoyer pour leur discipline,.
En 2019, elle est élue présidente du Conseil de l'Institut d'études politiques de Paris. À ce titre, elle prononce l'éloge de Viviana Zelizer le 18 novembre 2019, lorsque celle-ci reçoit le titre de docteure honoris causa de Sciences Po. Lors de l'élection de Mathias Vicherat comme directeur de Sciences Po, elle fait modifier la règle électorale pour exiger la majorité absolue des voix au sein du Conseil de l'IEP. Elle quitte le Conseil en 2022.
Elle dirige le département de sociologie de Sciences Po entre février 2020 et février 2022. Le 6 septembre 2023, elle est nommée doyenne du Collège universitaire de Sciences Po, en remplacement de Stéphanie Balme.

## Publications

### Ouvrages
- Sociologie de l'argent, avec Damien de Blic, Paris, La Découverte, 2007 (nouvelle édition en 2021), 121 pages (ISBN 978-2348067365)
- L'Épreuve de l'argent : banques, banquiers, clients, Paris, Calmann-Lévy, 2012 (ISBN 978-2-7021-4533-3)[6]
- Contre l'argent fou : une anthologie, avec Damien de Blic, Le Monde, 2012
- Le Biais comportementaliste, avec Henri Bergeron, Patrick Castel, Sophie Dubuisson-Quellier, Étienne Nouguez et Olivier Pilmis, Paris, Presses de Sciences Po, 2018 (ISBN 978-2724622409)
- Les Politiques de l'argent, Paris, PUF, 2022, 333 pages (ISBN 978-2130825111)[6]
- Comment s'invente la sociologie, avec Luc Boltanski et Arnaud Esquerre, Paris, Flammarion, 2024 (ISBN 978-2080425386)

### Articles et chapitres d'ouvrages
- « Les pauvres et la consommation », Vingtième siècle. Revue d'histoire, 2006/3 n°91, pages 137 à 152, lire en ligne
- « L'épreuve du crédit », dans Sociétés contemporaines, 2009/4 n° 76, pages 17 à 39
- « De l'aide à la responsabilisation, L'espace social de l'éducation financière en France », Genèses, 2013/4, n° 93, pages 76 à 97
- « Gouverner les conduites par l'éducation financière. L'ascension de la financial literacy », dans Sophie Dubuisson-Quellier, Gouverner les conduites, Presses de Sciences Po, 2016, p. 93-126.
- « About the universality of a concept: Is there a financialization of daily life in France? », Civitas. Revista de Ciências Sociais 17 (01), janvier-avril 2017, p. 26-42 [lire en ligne].
- Jeanne Lazarus et Laure Lacan, « Toward a Relational Sociology of Credit: An Exploration of the French Literature », Socio-Economic Review, Volume 18, Issue 2, April 2020, Pages 575–597, mwy006, https://doi.org/10.1093/ser/mwy006
- « La méthode de Viviana Zelizer. La famille réconciliée avec l’économie », Archives de philosophie, vol. 85, no. 4, 2022, pp. 11-27.
- José Ossandon, Joe Deville, Jeanne Lazarus et Mariana Luzzi, « Financial oikonomization: the financial management and government of the household », Volume 20, Issue 3, July 2022, Pages 1473–1500, Socio-economic review, https://doi.org/10.1093/ser/mwab031
- « L’argent des femmes, quelques pistes de recherche », Sensibilités, 2021/1, n°9, p. 60-71.
- Hélène Ducourant et Jeanne Lazarus, « Credit in Society and in Sociology. On « La Banque et sa clientèle » (Bourdieu, Boltanski, Chamboredon, 1963) », European Journal of Sociology, 2023, pp.1-32. ⟨10.1017/S0003975623000371⟩